# دانيال بيرك (مجدف)
دانيال بيرك (بالإنجليزية: Daniel Burke)‏ هو مجدف أسترالي، ولد في 2 مايو 1974 في سيدني في أستراليا.

## وصلات خارجية
- دانيال بيرك على موقع الاتحاد الدولي للتجديف (الإنجليزية)
- دانيال بيرك على موقع اللجنة الأولمبية الدولية (الإنجليزية)
- دانيال بيرك على موقع أوليمبيديا (الإنجليزية)
- دانيال بيرك على موقع اللجنة الأولمبية الأسترالية (الإنجليزية)